# 타호마 (글꼴)
타호마(Tahoma)는 1999년 매슈 카터(Matthew Carter)가 마이크로소프트사를 위해 만든 산세리프 글꼴이다. 버다나 글꼴과 그 모양이 거의 비슷하지만 글자 간격이 더 좁고, 훨씬 더 넓은 유니코드 범위를 지원한다. 이 글꼴은 일반적으로 많이 쓰이는 에리얼(Arial) 글꼴을 싫어하거나 이에 식상한 사람들이 에리얼을 대신하는 산세리프 글꼴의 하나로 많이 쓴다.
또한 타호마는 MS 산세리프를 대신하여 윈도우 2000, XP, 서버 2003의 기본 화면 글꼴로 사용되며 세가의 드림캐스트에도 쓰인다.

## 같이 보기
- 버다나